# Paris-Roubaix de 1983
A 81.ª edição da Paris-Roubaix teve lugar a 10 de abril de 1983 e foi vencida pelo holandês Hennie Kuiper. A prova contou com 274 quilómetros.

## Classificação final

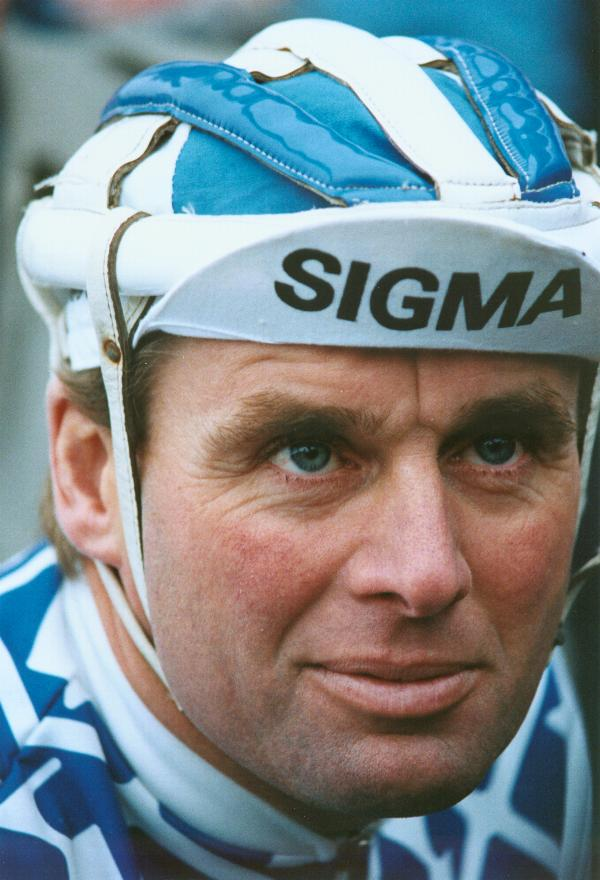
Hennie Kuiper ganhador desta edição

| Posição | Ciclista                | Equipa                           | Tempo      |
| ------- | ----------------------- | -------------------------------- | ---------- |
| 1       | Hennie Kuiper           | Jacky Aernoudt-Rossin-Campagnolo | 6h 47' 51" |
| 2       | Gilbert Duclos-Lassalle | Peugeot-Shell-Michelin           | + 1' 15"   |
| 3       | Francesco Moser         | Gis-Campagnolo                   | m. t.      |
| 4       | Ronan de Meyer          | Boule d'Or-Colnago               | m. t.      |
| 5       | Marc Madiot             | Renault-Elf-Gitane               | m. t.      |
| 6       | Adrie van der Poel      | Jacky Aernoudt-Rossin-Campagnolo | + 5' 59"   |
| 7       | Patrick Versluys        | Euro Shop-Splendor               | m. t.      |
| 8       | Frank Hoste             | Europ Decor-Dries-Eddy Merckx    | + 7' 40"   |
| 9       | Eddy Planckaert         | Euro Shop-Splendor               | m. t.      |
| 10      | Alain Bondue            | La Redoute-Motobecane            | + 8' 40"   |